# Онещак Марія Богданівна
Марія Богданівна Онещак, до шлюбу Копитчак (нар. 24 липня 1984, Івано-Франківськ) — українська акторка театру та співачка, акторка Львівського академічного театру імені Леся Курбаса. Співзасновниця і вокалістка гурту «Курбаси». Солістка гурту «Оркестра почувань». Заслужена артистка України (2025).

## Освіта
У 2005 році закінчила Львівський національний університет імені Івана Франка, факультет культури і мистецтв, акторський курс Володимира Кучинського. У 2010 році закінчила курс психології в Інституті післядипломної освіти Львівського національного університету імені Івана Франка.
З 2007 по 2010 роки проводила тренінги з психофізичного акторства у Львівському національному університеті імені Івана Франка на факультеті культури і мистецтв.

## Творчість
З 2003 року акторка Львівського академічного театру імені Леся Курбаса. Спів є рівноцінною і невідділеною від театру частиною життя Марії Онещак. У складі гурту «Курбаси» досліджує українську народну пісню, поєднуючи її з мовою театру. Їхні виступи більше схожі на музичні вистави, доповнені самобутніми мультимедійними декораціями та дизайнерським народним вбранням. Про свою любов до традиційної музики в інтерв'ю Vogue.UA акторка сказала: 
|  | «Народні пісні писали у тісній єдності з природою. Ми думаємо, що давні люди перебували у більш близькому контакті зі своїм тілом та світом. Це те, чого нам подекуди так бракує у стрімкому соціалізованому світі. Пісня здатна навчити краще відчувати самого себе. Ми намагаємось не спрощувати первинних змістів обрядової музики, а скоріше ділимося цією витриманою часом поетичною мудрістю, що має власну силу та цінність» |

Друга частина музичних зацікавлень Онещак — пісні Богдана Весоловського, їх вона виконує разом з гуртом «Оркестра почувань».  
Львів 1920-30-х відгукнувся акторці ще в студентські роки, а особливо постать композитора Весоловського, котрий тоді — у ще польському Львові —  прагнув «створити неповторну українську музику, український легкий жанр».
У 2021 року разом з Олею Кравченко, Олесею Правдивець та Олесем Ковалем стала частиною аудіовізуального проєкту «ПереТворення», який був пошуком нового бачення Різдва та себе в ньому. Проєкт відбувався у львівському арт-центрі «Дзиґа».

## Ролі в театрі
| Рік  | Роль                                                      | Вистава |
| ---- | --------------------------------------------------------- | --- |
| 2003 | Аня                                                       | «Садок вишневий» за п'єсою Антона Чехова «Вишневий сад»                                                        |
| 2004 | Юдиф                                                      | «Богдан» КЛІМ                                                                                                  |
| 2004 | Сабіна                                                    | «Апокрифи» за Лесею Українкою                                                                                  |
| 2004 | Лівія                                                     | «Танець ілюзій» за п'єсою Луїджі Піранделло «Як раніше краще, ніж раніше»                                      |
| 2005 | Філон                                                     | «Наркіс» Григорій Сковорода                                                                                    |
| 2006 | Діотима                                                   | «Silenus Alcibiadis» за філософським твором Платона «Бенкет»                                                   |
| 2006 | Дуня                                                      | «Забави для Фауста» за романом Федора Достоєвського «Злочин і кара»                                            |
| 2006 | Дженіфер                                                  | «Ma-na Hat-ta» (Небесна земля) за п'єсою Інґеборґ Бахман «Добрий бог Мангеттену»                               |
| 2009 | Божевільна Галя                                           | «Марко Проклятий» за поезіями Василя Стуса                                                                     |
| 2009 |                                                           | «Формули екстази» за поезіями Богдана Ігоря Антонича                                                           |
| 2010 | Христя                                                    | «Між двох сил» Володимир Винниченко                                                                            |
| 2011 | Потечина                                                  | «Лісова пісня» за Лесею Українкою                                                                              |
| 2012 | Софі Вердюрен                                             | «Театр злочину» за п'єсою Жака Моклера «Репетиція в театрі Злочину»                                            |
| 2013 | Не Хор                                                    | «Так казав Заратустра» за Ніцше/КЛІМом                                                                         |
| 2014 | Олівія, Молода Актриса                                    | «…п'єса Шекспіра „12 ніч“ зіграна акторами далекої від Англії країни що і не знали ніколи слів Шекспіра…» КЛІМ |
| 2017 | Князь Остромир, Князь Рогволод, богиня, чортиця, крамарка | «Впольована пристрасть, або Підслухані пісні княжого саду» Ольга Рен, Галина Листвак                           |
| 2018 | Морін Фолан                                               | «Королева краси» Мартін МакДонах                                                                               |
| 2019 | Рене                                                      | «Маркіза de Sade» за мотивами творів Юкіо Місіми                                                               |
| 2019 |                                                           | «Кабаре Бухенвальд. Вечір 1» КЛІМ                                                                              |
| 2020 | Мадам де Тервель                                          | «Небезпечні зв'язки» за Крістофером Гемптоном                                                                  |

## Участь у інших проєктах
У 2008 році знялась у короткометражному фільмі українського режисера Тараса Працьовитого «Про біг», який переміг на українському кінофестивалі «Відкрита Ніч».
У 2009 році брала участь у проєкті «Три мости» у Відні, Австрія.
У 2014 році біла учасницею співочого проєкту Мар‘яни Садовської «2014».
2016—2019 — разом із гуртом «Курбаси» їздила у тури до Франції, Берліну, Брюселю, Німеччину, США.
У 2018 році брала участь у фестивалі Львівське Квадрієнале сценографії.
2019 — проєкт «Пісні живе» гурту Курбаси.
2020 — тренерка курсу «Виразне мовлення» тренінгової компанії Аґрус. Практика слова.
2020 — всеукраїнський проєкт «Ковчег: музика» за участі гурту Курбаси.
2020 — музично-поетичний вечір «Чим пісня жива» за участі гурту Курбаси.
2021 — проєкт «Пісні Лісу» гурту Курбаси.
2020—2021 — проєкт «Древо. Любов» гурту Курбаси.
2021 — проєкт «FrankoRe:VoLution», вистава «Легенда про вічне життя» за участі гурту Курбаси.
2021 — проєкт «ФРАНКО. Без меж» за участі гурту Курбаси.
2021 — аудіовізуальний проєкт «ПереТворення».

## Нагороди та відзнаки
2008 рік — найкраща жіноча роль, найкращий акторський дует разом із Тарасом Кищуном на українському кінофестивалі «Відкрита Ніч».
2015 рік — отримала премію Міжнародного фестивалю ретро-музики імені Богдана Весоловського.
2018 рік — разом із гуртом «Курбаси» перемогла у програмі Center Stage від державного департаменту США.
2019 рік — отримала премію від Львівської міської ради у рамках Програми грантової підтримки проектів, які скеровані на дослідження культури України за проект «Пісня. Живе».
2021 — Відзнака Львівської міської ради «Найкращий працівник культури» у сфері театральне мистецтво.